# Tisvilde
Tisvilde er en kyst- og sommerhusby i Nordsjælland med 1.385 indbyggere  (2024). Tisvilde er beliggende i Tibirke Sogn ved Kattegat to kilometer syd for Holløselund, ni kilometer nordvest for Helsinge og 24 kilometer nordvest for Hillerød. Byen tilhører Gribskov Kommune og er beliggende i Region Hovedstaden.
Tisvilde Hegn ligger ved Tisvildeleje, og Tibirke Kirke ligger i byen. Den nordligste del af byen ved kysten kaldes for Tisvildeleje, og der er adgang til Tisvildeleje Strand.
Tisvilde skiftede i årene 2010-12 navn til "Nissevilde" i december måned, og byskiltene udskiftedes, så der stod Nissevilde .
I 1682 bestod Tisvilde af 10 gårde, 2 huse med jord og 4 huse uden jord. Det samlede dyrkede areal udgjorde 471,4 tønder land skyldsat til 49,20 tdr hartkorn. Dyrkningsformen var trevangsbrug.
I løbet af første halvdel af det 20. århundrede udviklede Tisvildeleje sig til et yndet feriested, fremmet af jernbaneforbindelsen. I begyndelsen var det områderne nærmest Tisvilde Hegn, som blev udstykkede, men i efterkrigstiden bredte sommerhusbebyggelsen sig både ind i landet og nordpå langs kysten indtil, at hele kysten i op til 1 kms bredde ind i landet var bebygget.